# Syndrome de Bogart-Bacall
Le syndrome de Bogart-Bacall est une dysphonie, ainsi nommée en référence à l'acteur Humphrey Bogart, et à sa dernière épouse Lauren Bacall, bien qu'il ne soit pas prouvé que ceux-ci en eussent été atteints. Le syndrome se manifeste par une voix grave et anormalement basse et dans certains cas des tensions musculaires essentiellement au cou. Le syndrome affecte indifféremment les hommes et les femmes,.
Le traitement pour ce type de syndrome peut être pris en charge par orthophoniste.